# 551-es főút (Magyarország)
Az 551-es főút Baja területén köti össze az -es, és a keleti elkerülő -es utat. Hossza 1,8 km.

## Fekvése
Kelet–nyugat fekvésű. Baján belül az Aldi áruház mellett, az -es és -ös főúttal közös körforgalomból indul, keresztezi a Bernhart Sándor utcai körforgalmat, és Baján kívül, az -es úttal közös körforgalomban ér véget.